# Koçcuğaz, Korgan
Koçcuğaz là một xã thuộc huyện Korgan, tỉnh Ordu, Thổ Nhĩ Kỳ. Dân số thời điểm năm 2010 là 975 người.